# Lácar (departamento)
Lácar é um departamento da Argentina, localizado na província de Neuquén.